# Port Mouton
Port Mouton est une localité de la Nouvelle-Écosse (Canada) située à Queens dans le comté de Queens.

## Toponymie
Le nom du port Mouton a été donné par Pierre Dugua de Mons en 1604 après qu'un mouton ait sauté par-dessus bord lors de l'exploration de la côte de l'Acadie. Les Micmacs nommaient la baie Wologumk, ce qui signifierait « grand goulet » ou « trou dans la rivière ».

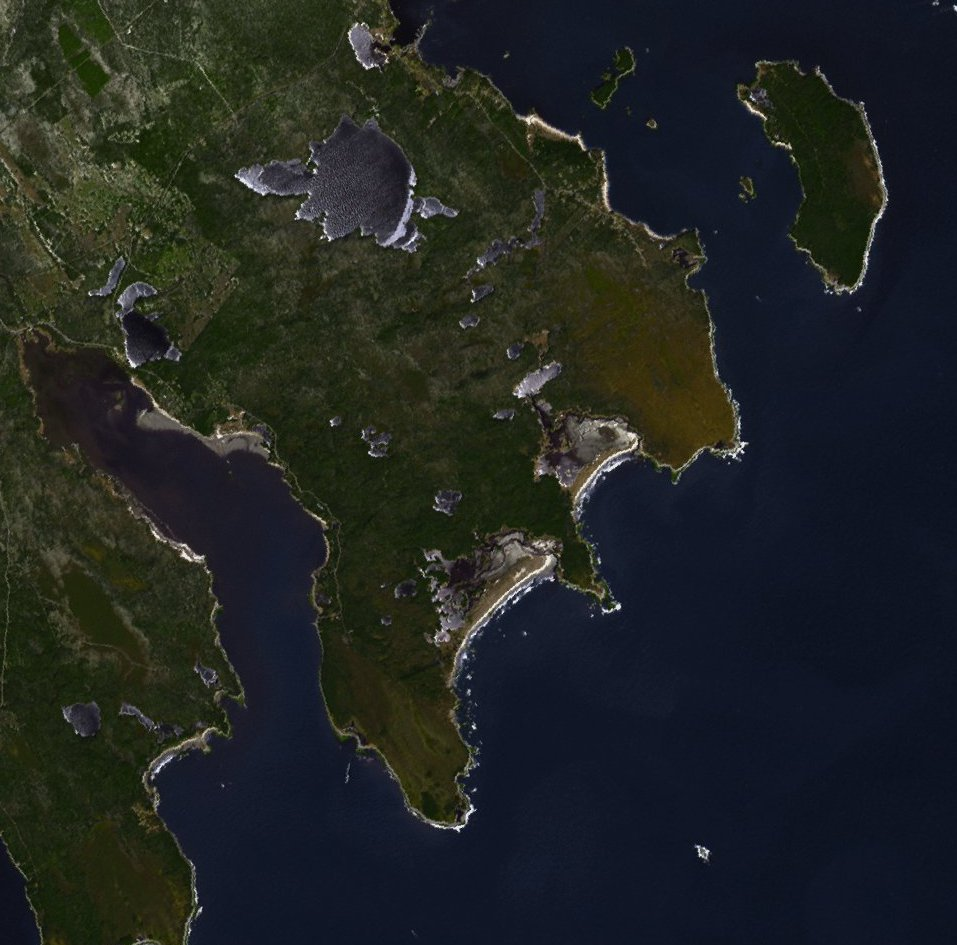
La péninsule de Port Mouton et ses lagunes caractéristiques.